# Мітлиця
Мітли́ця те саме, що й польови́ця (Agrostis) — рід багаторічних, іноді однорічних трав'янистих рослин родини злакових.

## Використання
Дурга (Agrostis linearis — один з видів мітлиці) в Індії вважається священною і підносяться богам у різноманітних обрядах шанування. Оберемки цих трав також здавна використовували подвижники як підстилку для сидіння при медитації.

## Мітлиця в Україні
Два види мітлиці занесені до Червоної книги України: мітлиця альпійська (Agrostis alpina Scop.) і мітлиця скельна (Agrostis rupestris All.).